# Hémogramme

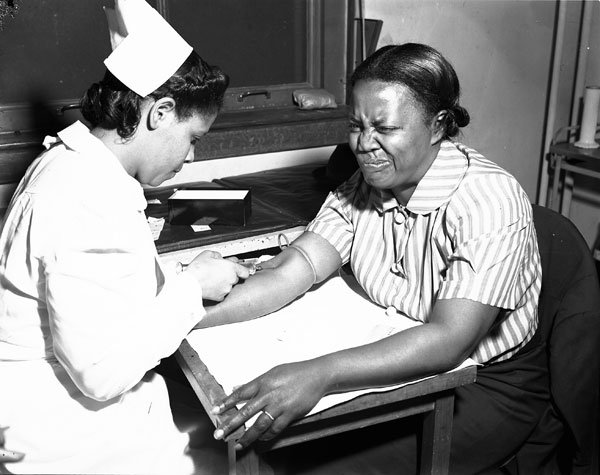
Prise de sang dans un hôpital de La Nouvelle-Orléans.

Pour les articles homonymes, voir NFS et FSC.
L'hémogramme, aussi appelé numération de la formule sanguine (NFS), formule sanguine complète (FSC), ou examen hématologique complet (hémato complet), est l'analyse quantitative (numération) et qualitative (formule) des éléments figurés du sang : hématies (globules rouges ou érythrocytes), leucocytes (globules blancs) et thrombocytes (plaquettes).

## Informations recueillies
L'analyse se fait de nos jours par un automate d'analyses médicales, à partir d'échantillons prélevés lors d'une prise de sang, et conservés au moyen d'un anticoagulant.
La machine d'analyse mesure directement le nombre d'érythrocytes (aussi appelée hématie ou numération globulaire), le volume globulaire moyen (VGM) de chacun d'entre eux et dose le taux d'hémoglobine. Il calcule ensuite l'hématocrite (rapport représenté par l'ensemble des globules rouges dans le sang), la concentration corpusculaire moyenne en hémoglobine (CCMH) et la teneur corpusculaire moyenne en hémoglobine (TCMH), paramètre ayant moins d'importance.
Les résultats de l'hémogramme varient physiologiquement en fonction du sexe, de l'âge et de l'ethnie. Les normes ci-dessous sont celles d'un adulte mais chez les enfants ou les femmes enceintes, les normes diffèrent. L'interprétation de l'analyse doit être réalisée par une personne qualifiée, avec prise en compte du contexte médical.

## Techniques de prélèvement
Une bonne technique de prélèvement améliore la qualité des résultats de l’hémogramme. Il se réalise par ponction veineuse franche, chez un sujet non à jeun mais à distance d’une ingestion de corps gras, normohydraté. Le prélèvement se réalise sur tube contenant une substance anticoagulante (solution d'EDTA) qui va empêcher le sang de se « gélifier ». Si l’on opère des prélèvements multiples, les prélèvements destinés aux analyses hématologiques — hémogramme et coagulation — doivent être réalisés en premier. Les prélèvements ne doivent pas être réalisés dans une veine perfusée ou à partir d’une ligne de perfusion (risque de dilution du sang par le produit de perfusion). Si un hémogramme est réalisé sur cathéter, une purge de la ligne de perfusion doit être préalablement réalisée. Les tubes de prélèvement (la couleur du bouchon est normalisée en fonction de l'anticoagulant, en l'occurrence, le violet) utilisés dans la plupart des cas ont un volume nominal de 5 ml et sont calibrés pour des prélèvements de 3  à   4,5 ml.

## Métriques

### Étude quantitative
L'examen, parfois appelé numération globulaire, renseigne quantitativement sur plusieurs points :
| Hémoglobine                                               | Homme : 13 à 18 g/dL Femme : 12 à 16 g/dL Nouveau-né : 14 à 23 g/dL |
| Érythrocyte (hématie, ie. la numération globulaire)       | Homme : 4,5 à 5,89 T/L Femme : 4 à 9,7 T/L                          |
| Hématocrite                                               | Homme : 39 à 54 % Femme : 36 à 47 %                                 |
| Volume globulaire moyen (VGM)                             | 80 à 115 fL (femtolitres ou μm³)                                    |
| Concentration corpusculaire moyenne en hémoglobine (CCMH) | 320 à 360 g·L-1, soit 32 à 36 g/100 mL                              |
| Teneur corpusculaire moyenne en hémoglobine (TCMH)        | 27 à 32 pg                                                          |
| Indice de distribution des globules rouges (IDR)          | 11 à 15%                                                            |
| Réticulocytes                                             | 20 à 100 G/L                                                        |

L'analyse des constantes érythrocytaires — VGM, CCMH et TCMH — est utile et permet de faire suspecter par le médecin la cause de l'anémie. On s'attache ainsi à analyser :
- VGM α Hématocrite / Érythrocyte : donne le volume moyen d'un érythrocyte (un VGM supérieur à 100 fl chez l'adulte signe une macrocytose[2]; s'il est associé à une anémie celle-ci est qualifiée d'anémie macrocytaire ; un VGM inférieur à 85 fl traduit une microcytose, et, en cas d'anémie associée, on parle d'anémie microcytaire ; un VGM supérieur à 120 fL fait suspecter une mégaloblastose (qui ne peut s'affirmer qu'au myélogramme), en cas d'anémie associée on parle d'anémie mégaloblastique ;
- CCMH α Hémoglobine / Hématocrite : donne la concentration d'hémoglobine dans les érythrocytes en moyenne. Une valeur inférieure à 32 signe une hypochromie ; en cas d'anémie associée, on parle d'anémie hypochrome. Une valeur supérieure à 36 marque une erreur de mesure, car cette valeur serait incompatible avec la vie de l'érythrocyte) ;
- TCMH α Hémoglobine / Érythrocyte : donne la masse moyenne d'hémoglobine dans un érythrocyte.
- L'indice de distribution des globules rouges (IDR) mesure l'anisocytose, la variabilité de taille des globules rouges. Les normales sont comprises entre 11 et 15%[3]. Il correspond au coefficient de variation du volume des hématies exprimé en pourcentage[4].

Les réticulocytes sont de très jeunes hématies, qui viennent de quitter la moelle pour le sang. Le compte des réticulocytes est important à analyser et devrait faire partie de tout hémogramme: une élévation importante des réticulocytes signe une régénération ou une hémolyse, alors qu'une baisse des réticulocytes signe une anémie arégénérative, traduisant une non production médullaire.
| Granulocytes neutrophiles | 45 à 70 % | 1700 à 7500 /µl ; soit 1.5 à 7.0 G/l           |
| Granulocytes éosinophiles | 1 à 3 %   | 40 à 300 /µl ; (doit être inférieur à 0,5 G/l) |
| Granulocytes basophiles   | 0.5 %     | < 50 /µl ; (doit être inférieur à 0,2 G/l)     |
| Lymphocytes               | 20 à 40 % | 1000 à 4000 /µl ; soit 1,5 à 4 G/l             |
| Monocytes                 | 3 à 7 %   | 200 à 1000 /µl; soit 0.1 à 1 G/l               |

NB : On peut également appeler polynucléaires les granulocytes (ainsi un granulocyte neutrophile est la même chose qu'un polynucléaire neutrophile). Par ailleurs vous trouverez beaucoup plus souvent ce terme dans les ouvrages.
| plaquettes                      | 150 000 à 400 000 /μl ; soit 150 à 400 G/l |
| Volume moyen plaquettaire (VMP) | 7,0 à 12,0 fL (femtolitres ou μm³)         |

Il est intéressant de noter que l'expression "NFS + plaquettes", massivement utilisée en médecine, n'a pas de sens puisqu'une numération formule sanguine inclut forcément une numération des plaquettes.

### Étude qualitative
Elle nécessite de réaliser un frottis sanguin, permettant de :
- dépister des anomalies de forme :
  - des érythrocytes : on dépiste ainsi les sphérocytoses, les schizocytes, la présence de rouleaux, les réticulocytes, etc.
  - des leucocytes : on dépiste ainsi l'anomalie de Pelger-Huet, les “virocytes”, etc.
  - des thrombocytes : On observe ainsi les variations de l'aspect des thrombocytes, etc.
- découvrir des parasites sanguins, en particulier les divers Plasmodium, agents du paludisme, ou Borrelia recurrens.

Les variations de coloration de l’hématie (les hématies normales examinées après coloration usuelle ont un aspect rosé prononcé et un aspect pâle de l’hématie est noté en cas de défaut de synthèse de l’hémoglobine (hypochromie) ainsi que les inclusions intraérythocytaires permettent aussi un dépistage fiable.
On peut aussi faire un examen des plaquettes par leurs numérations et leurs formulations pour un meilleur dépistage de maladies.

## Interprétation
Seuls le nombre de globules rouges, le nombre de globules blancs, le taux d'hémoglobine et l'hématocrite sont mesurés à l'hémogramme. Les autres valeurs ne sont que déduites. Les valeurs hors normes permettent de dépister des infections hématologiques spécifiques mais aussi l'expression sanguine d'autres maladies : notamment les infections, les carences diverses, certains cancers, etc.
Mais ce n'est qu'en procédant par différentes étapes bien précises que l'on peut avoir la meilleure interprétation : il faut d’abord déterminer le taux d’hémoglobine et l'hématocrite, puis déterminer le volume globulaire moyen (VGM) et enfin déterminer éventuellement le taux des réticulocytes.

## Lignée rouge ou anomalies de l'hémogramme
Une anémie se définit par un taux d'hémoglobine inférieur à la norme. Son expression clinique dépend moins de la valeur d'hémoglobine que de sa rapidité d'installation. L'on peut parfaitement tolérer des taux de 7 g Hb/100 ml pour autant que les pertes soient chroniques.
Il existe différentes formes d’anémie comme l’anémie isolée, l’anémie microcytaire, l’anémie normocytaire non régénérative, l’anémie normo, macrocytaire régénérative ou l'anémie aiguë.
L'anémie aiguë se manifeste par une réaction adrénergique, tachycardie, sudations, redistribution du sang aux organes vitaux (cœur et cerveau), ce qui provoque la pâleur du visage.
Inversement, une polyglobulie est définie par un taux d'hémoglobine supranormal qui se manifeste par un faciès rouge (« rougeaud », « vultueux », « pléthorique »).
La polyglobulie est diagnostiquée lorsque le taux d'hémoglobine est supérieur à 18 g/dl pour les hommes et 17 g/dl pour les femmes. La cause la plus courante de polyglobulie est le tabac en réponse à une hypoxie chronique. Une autre polyglobulie secondaire est la réaction au séjour prolongé en altitude.
La polyglobulie primaire, polycythemia vera ou maladie de Vaquez, est un syndrome myéloprolifératif spécifique de la lignée rouge. D'autres syndromes myéloprolifératifs causent une polyglobulie.
La polyglobulie augmente la viscosité du sang, et représente un facteur de risque de thrombose.